# Bogdand
Bogdand (ungarisch Bogdánd, deutsch Bodendorf oder Bogendorf) ist eine Gemeinde im Kreis Satu Mare in Rumänien, mit 3227 Einwohnern (2002).

## Gliederung
Zur Gemeinde Bogdand gehören die Dörfer Corund, Ser, Babța.
| Rumänisch (Endonym) | Ungarisch (Exonym) | Deutsch (Exonym)                       |
| ------------------- | ------------------ | -------------------------------------- |
| Bogdand             | Bogdánd            | Bogendorf / Bodendorf                  |
| Corund              | Szilágykorond      | Krondorf, Koronden                     |
| Ser                 | Szér               | Molkenfeld                             |
| Babța               | Bábca              | Bohnenfeld, Klein-Schnackendorf, Babtz |

## Geografie

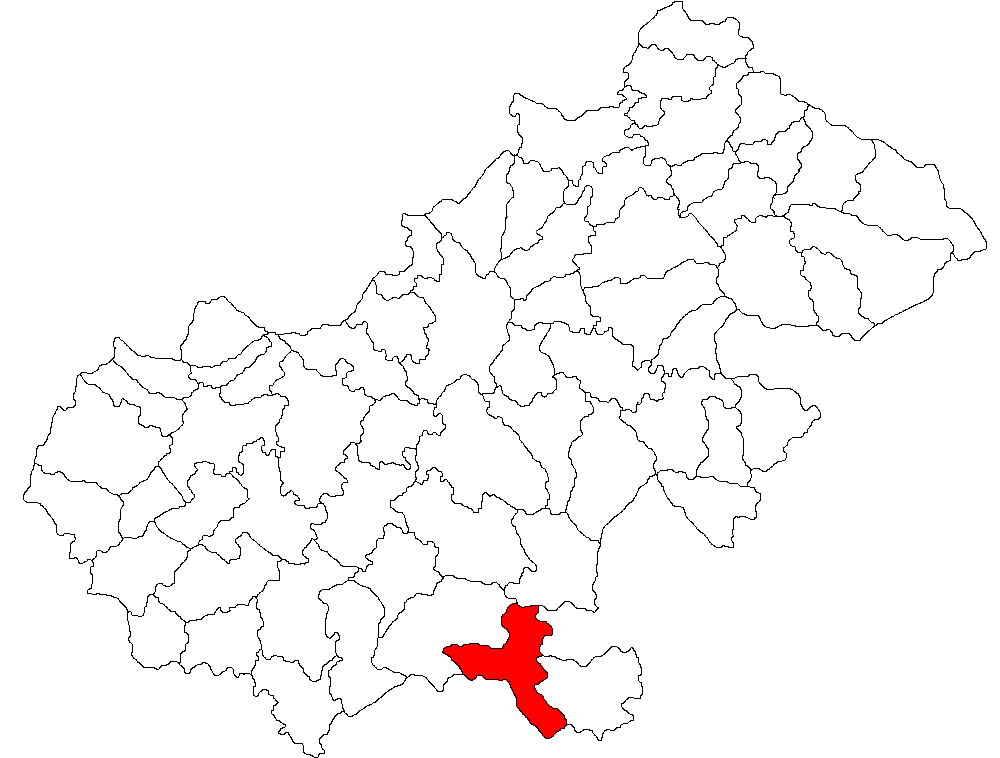
Lage der Gemeinde Bogdand im Kreis Satu Mare

Die Gemeinde Bogdand liegt im Südosten des Landkreises Satu Mare und grenzt im Westen an die Gemeinde Supur, im Norden an die Gemeinde Socond, im Nordosten an den Kreis  Maramureș, im Osten an die Gemeinde Hodod und im Süden an den Kreis Sălaj.
Die Gemeinde liegt in den Hügeln von Codru, 20 km westlich von Cehu Silvaniei und 60 km südlich von Satu Mare, der Hauptstadt des gleichnamigen Kreises.

## Sehenswürdigkeiten
- Die Holzkirche Sfinții Arhangheli Mihail și Gavriil, 1723 im eingemeindeten Dorf Corund errichtet, seht unter Denkmalschutz.[5]
- Die reformierte Kirche in Bogdand
- Das ungarische Dorfmuseum, 1880–1885 errichtet

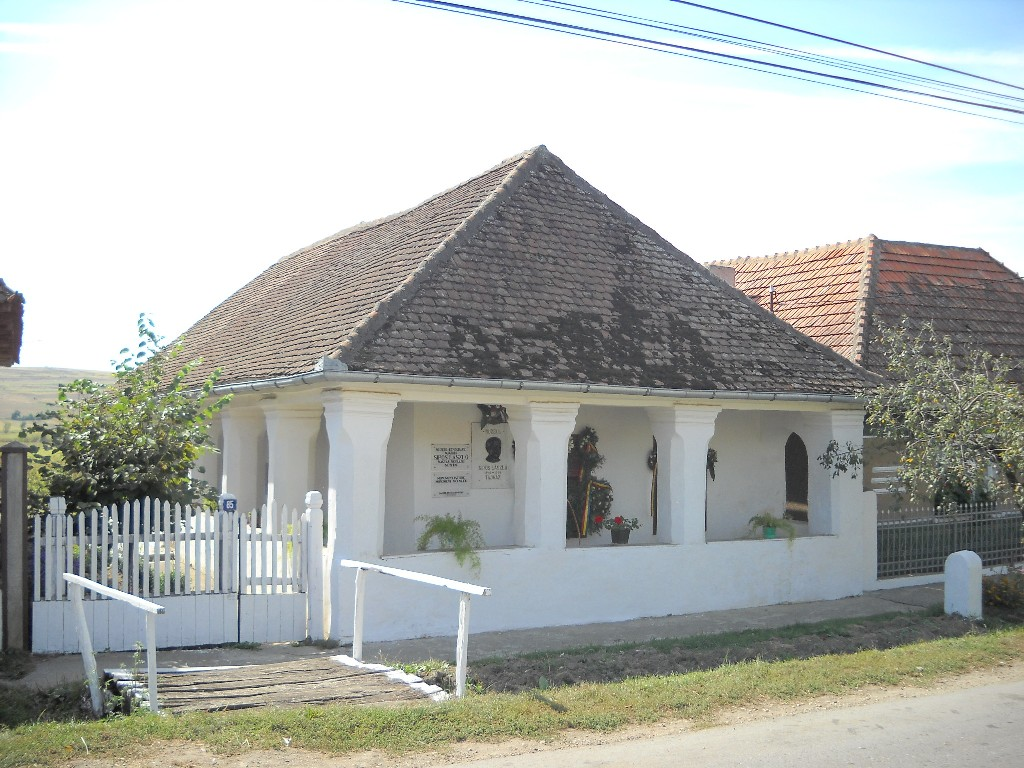
Das Dorfmuseum
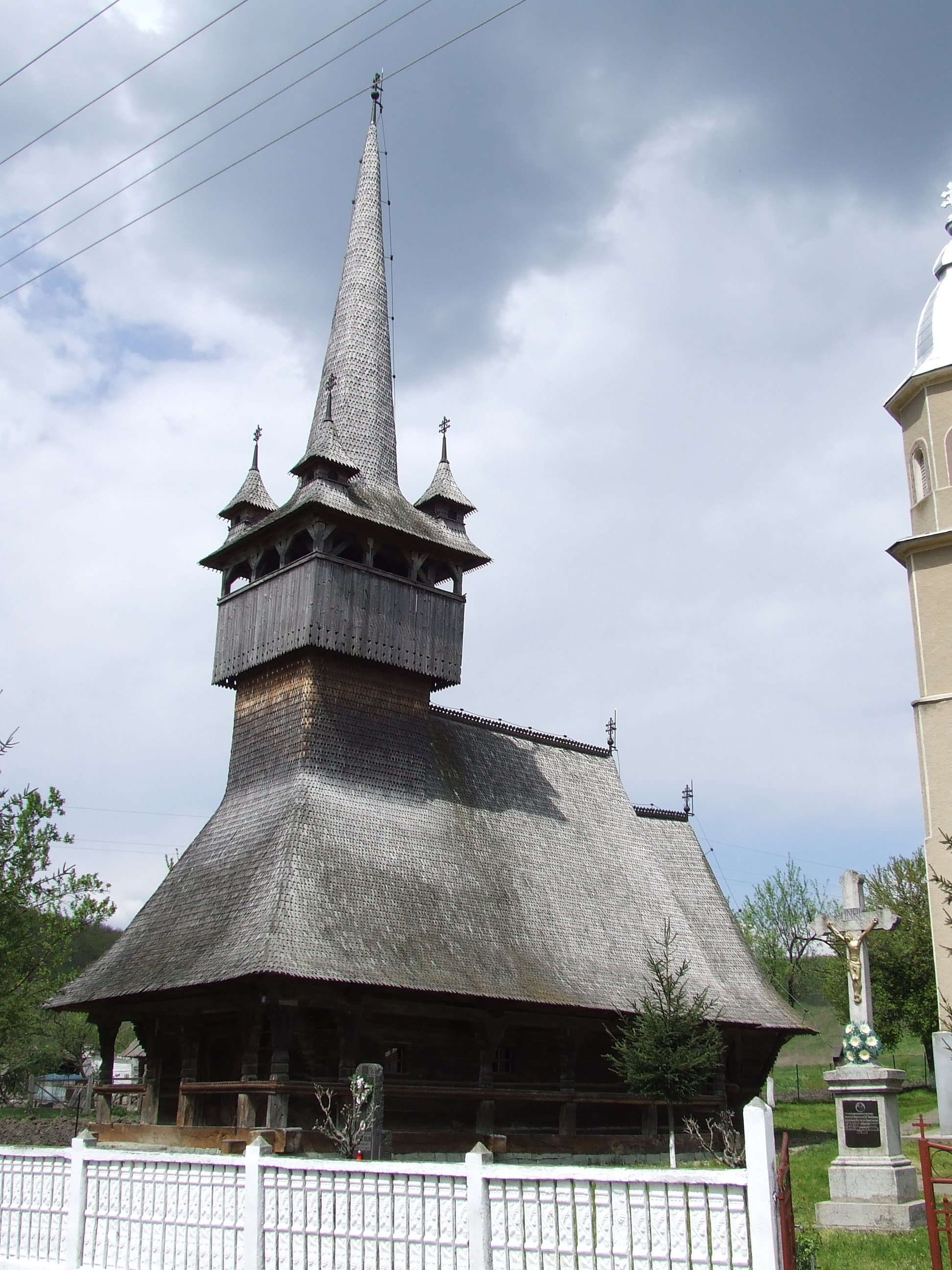
Holzkirche in Corund
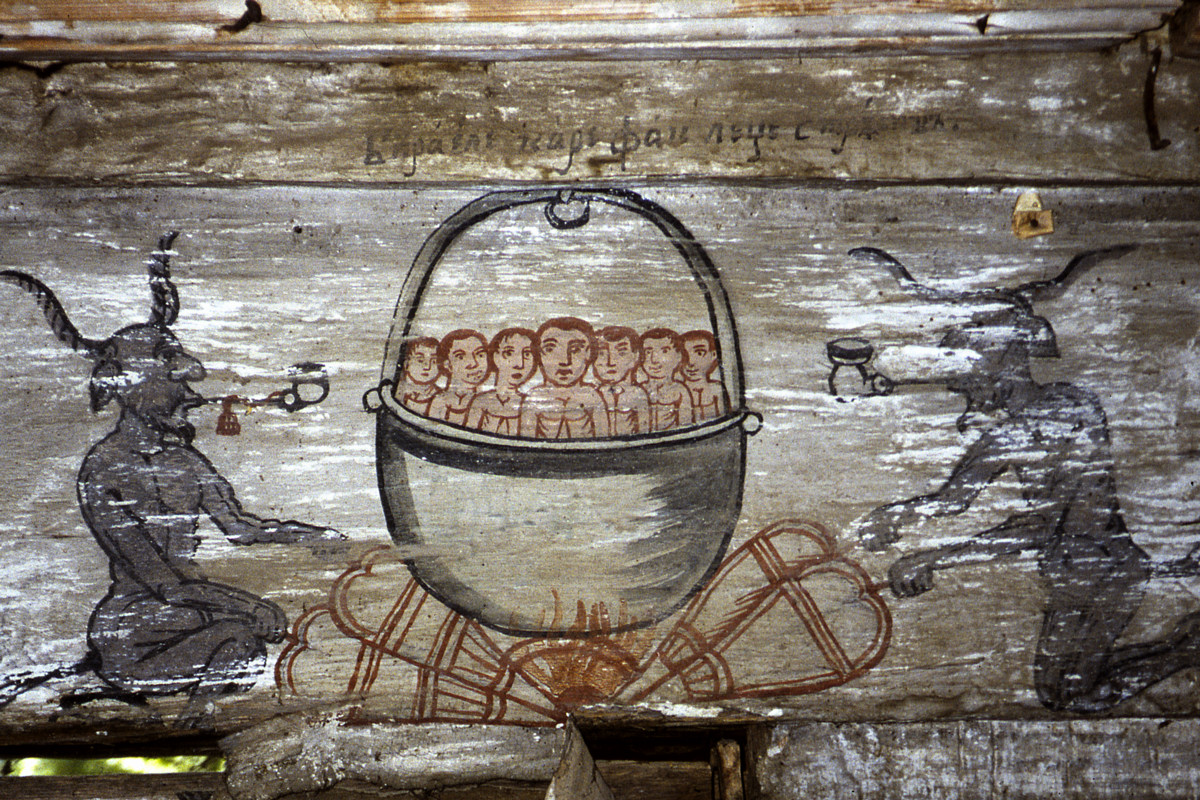
Freske in der Holzkirche in Corund